# Hovik Keuchkerian

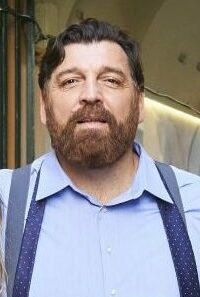
Hovik Keuchkerian, 2022

Hovik Keuchkerian Burgui (* 14. November 1972 in Beirut, Libanon) ist ein spanischer Schauspieler und ehemaliger Profiboxer.

## Leben
Keuchkerian ist der Sohn eines Armeniers und einer Spanierin, gebürtig aus Navarra. Im Alter von drei Jahren zog die Familie nach Alpedrete in der autonomen Gemeinschaft Madrid. Am 21. April 1998 bestritt er seinen ersten Profiboxkampf. In 17 Kämpfen gelangen ihm 16 Siege, dadurch 15 durch K. o. Ein Kampf ging verloren. Keuchkerian wurde zweimaliger Spanischer Meister im Superschwergewicht. Nach seiner Zeit als Profiboxer begann Keuchkerian mit Auftritten als Stand-up-Komiker und ist außerdem Autor einiger Bücher.
Von 2010 bis 2012 wirkte er in 20 Episoden der Fernsehserie Hispania, la leyenda in der Rolle des Sandro mit. 2016 hatte er eine Besetzung in insgesamt sechs Episoden der Mini-Fernsehserie The Night Manager. Im gleichen Jahr war er in Assassin’s Creed zu sehen. Von 2019 bis 2021 verkörperte er die Rolle des Bogotá in der Netflix-Original-Serie Haus des Geldes.

## Filmografie (Auswahl)
- 2010: Lost (Perdido) (Kurzfilm)
- 2010–2012: Hispania, la leyenda (Fernsehserie, 20 Episoden)
- 2011: Tarde de fútbol (Kurzfilm)
- 2012: El otro (Kurzfilm)
- 2012: Simón (Kurzfilm)
- 2012: Los días no vividos
- 2012: Way Out (Fernsehfilm)
- 2013: Nieulotne
- 2013: Scorpion: Brother. Skinhead. Fighter. (Alacrán enamorado)
- 2013: Mindscape (Anna)
- 2013: Isabel (Fernsehserie, 4 Episoden)
- 2014: Justi&Cia
- 2015: El ministerio del tiempo (Fernsehserie, Episode 1x01)
- 2015: Thalion Ltd. (Kurzfilm)
- 2016: The Night Manager (Mini-Fernsehserie, 6 Episoden)
- 2016: Toro – Pfad der Vergeltung (Toro)
- 2016: Assassin’s Creed
- 2017: El fin de la comedia (Fernsehserie, Episode 2x04)
- 2017: Reevolution
- 2017: El club de los buenos infieles
- 2018: The Man Who Killed Don Quixote
- 2018: Snatch (Fernsehserie, 3 Episoden)
- 2019: Renault 4 (4 latas)
- 2019–2021: Haus des Geldes (La casa de papel, Fernsehserie, 26 Episoden)
- 2020: Antidisturbios – Bereitschaftspolizei (Antidisturbios, Fernsehserie, 6 Episoden)
- 2022: Amerikatsi
- 2022: Rainbow
- 2022: The Head (Fernsehserie, 6 Episoden)
- seit 2022: Reina Roja (Fernsehserie)
- 2024: Der Schacht 2 (El Hoyo 2)

## Liste der Profikämpfe
| Jahr | Tag          | Ort                                            | Gegner / Kampfziel          | Ergebnis für Keuchkerian  |
| ---- | ------------ | ---------------------------------------------- | --------------------------- | ------------------------- |
| 1998 | 21. April    | Leganés, Spanien                               | Taker Charlemagne           | Sieg / TKO 4. Runde       |
| 1998 | 13. Juni     | Leganés, Spanien                               | Marcos Lorente              | Sieg / KO 3. Runde        |
| 1999 | 5. März      | Madrid, Spanien                                | Claudiu Musat               | Sieg / KO 1. Runde        |
| 1999 | 19. März     | CEM La Mar Bella, Barcelona, Spanien           | Frantisek Sumina            | Sieg / TKO 1. Runde       |
| 1999 | 9. April     | Madrid, Spanien                                | Jozef Balogh                | Sieg / KO 1. Runde        |
| 1999 | 30. April    | Leganés, Spanien                               | Marcus Hurbanic             | Sieg / KO 1. Runde        |
| 1999 | 14. Mai      | Leganés, Spanien                               | Thierry Guezouli            | Niederlage / KO 2. Runde  |
| 1999 | 2. November  | Pabellón Cecilio Alonso, Málaga, Spanien       | Frantisek Sumina            | Sieg / KO 1. Runde        |
| 1999 | 11. Dezember | Pabellón Príncipe Felipe, Ciudad Real, Spanien | Daniel Jerling              | Sieg / TKO 5. Runde       |
| 2001 | 23. Dezember | Móstoles, Spanien                              | Taker Charlemagne           | Sieg / Punktsieg 6. Runde |
| 2002 | 27. November | Hilton Hotel, Mayfair, London, Großbritannien  | Donovan Luff                | Sieg / KO 3. Runde        |
| 2003 | 26. April    | Madrid, Spanien                                | Frantisek Vasak             | Sieg / KO 2. Runde        |
| 2003 | 21. Juni     | Polideportivo Manolo Cadenas, Leganés, Spanien | David Blanco                | Sieg / TKO 5. Runde       |
| 2003 | 18. Oktober  | Hotel Auditorium, Madrid, Spanien              | Joseph Akhasamba            | Sieg / TKO 3. Runde       |
| 2004 | 28. Februar  | Hotel Auditorium, Madrid, Spanien              | Ralf Packheiser             | Sieg / TKO 1. Runde       |
| 2004 | 5. Juni      | Madrid, Spanien                                | Marcelo Ferreira dos Santos | Sieg / TKO 3. Runde       |
| 2004 | 11. Dezember | Madrid, Spanien                                | Tony Booth                  | Sieg / KO 1. Runde        |

## Werke
- Cartas Desde El Palmar. Vitruvio, 2008, ISBN 978-8496312784.
- Diarios y desvaríos (Ensayo, Band 5). Léeme Libros, 2012, ISBN 978-8415589037.
- Resilente (Fuera de carta, Band 3). Leeme libros, 2014, ISBN 978-8415589198.